# Luciano Galletti
Luciano Martin Galletti (* 9. April 1980 in Mar del Plata) ist ein argentinischer ehemaliger Fußballspieler. Er musste seine Karriere aus gesundheitlichen Gründen für längere Zeit zunächst unterbrechen und nach einem kurzzeitigen Comeback ganz beenden.
Galletti begann seine Karriere bei Estudiantes de La Plata, wo bereits sein Vater Rubén Horacio Galletti in den Siebzigern gespielt hat. In der Saison 1999/2000 spielte er für den AC Parma und den SSC Neapel, konnte sich jedoch dort nicht durchsetzen und kehrte zu Estudiantes de La Plata zurück. Zur Saison 2001/02 wechselte er zu Real Saragossa, mit dem er 2004 die Copa del Rey und die Supercopa de España gewann. Nach vier Jahren bei Saragossa wechselte er zu Atlético Madrid. Dort blieb er zwei Jahre lang und wechselte dann zu Olympiakos Piräus. Mit Olympiakos Piräus wurde er 2008 und 2009 jeweils griechischer Meister und Pokalsieger.
In der Saison 2009/10 fiel er aufgrund einer Erkrankung aus. Kurz vor Ende der Saison kündigte er an, dass er seine Karriere auf Rat der Ärzte im Alter von 30 Jahren beenden wird. Zur Spielzeit 2013/14 begann er jedoch einen neuen Versuch und spielte für OFI Kreta. Nach sechs Einsätzen endete seine Laufbahn endgültig.
Galletti debütierte am 13. Februar 2002 beim Freundschaftsspiel gegen Wales für die argentinische Fußballnationalmannschaft. Mit Argentinien nahm Galletti am Konföderationen-Pokal 2005 teil, wo er dreimal zum Einsatz kam und den zweiten Platz belegte. 1999 gewann er mit der argentinischen U-20-Auswahl die U-20-Südamerikameisterschaft und wurde dabei mit neun Treffern Torschützenkönig des Turniers. Auch bei der anschließenden Junioren-WM 1999 gehörte er zum Aufgebot.